# Palloptera claripennis
Palloptera claripennis är en tvåvingeart som beskrevs av Malloch 1924. Palloptera claripennis ingår i släktet Palloptera och familjen prickflugor. Inga underarter finns listade i Catalogue of Life.